# Gmina Bramsnæs
Gmina Bramsnæs (duń. Bramsnæs Kommune) - istniejąca w latach 1970-2006 (włącznie) gmina w Danii w okręgu Roskilde Amt. Siedzibą władz gminy było miasto Kirke Hyllinge. Gmina Bramsnæs została utworzona 1 kwietnia 1970 na mocy reformy podziału administracyjnego Danii. 
Po kolejnej reformie administracyjnej w roku 2007 weszła w skład nowej gminy Lejre.

## Dane liczbowe
- Liczba ludności: (♀ 4749 + ♂ 4642) = 9391
  - wiek 0-6: 8,7%
  - wiek 7-16: 13,5%
  - wiek 17-66: 65,6%
  - wiek 67+: 12,2%
- zagęszczenie ludności: 118,9 osób/km²
- bezrobocie: 3,8% osób w wieku 17-66 lat
- cudzoziemcy z UE, Skandynawii i USA: 117 na 10 000 osób
- cudzoziemcy z krajów Trzeciego Świata: 143 na 10 000 osób
- liczba szkół podstawowych: 4 (liczba klas: 62)